# Luis Videla
Luis Videla, (San Luis, Virreinato del Río de la Plata, c. 1790 - San Nicolás de los Arroyos, Provincia de Buenos Aires, Confederación Argentina, 16 de octubre de 1831) militar y político argentino, líder del partido unitario y gobernador de la provincia de San Luis.

## Datos biográficos
Se enroló joven en las tropas de caballería de su provincia, y combatió a órdenes de su hermano Blas Videla contra las invasiones inglesas. Abandonó las armas y se dedicó a la ganadería. En 1813 participó del cabildo de su ciudad.
En 1815 se incorporó al Ejército de los Andes, pero permaneció en la defensa de la frontera de su provincia con los indígenas y no participó de la campaña a Chile.
En 1820 fue el encargado de exigir la renuncia del gobernador Vicente Dupuy, acto que señaló el comienzo de la existencia de San Luis como provincia.
Al año siguiente combatió contra la invasión del general José Miguel Carrera en Río Quinto, y poco después en la batalla de Punta del Médano, derrota definitiva del jefe chileno.
Pasó muchos años como oficial de fronteras. Fue elegido diputado al Congreso General de 1824, pero renunció y continuó como presidente de la legislatura; desde ese cargo, rechazó la constitución unitaria de 1826. Apoyó con donaciones al ejército argentino durante la Guerra del Brasil.

## La guerra civil y la gobernación
En 1829 apoyó la invasión del general José María Paz al interior, e intentó convencer al gobernador José Santos Ortiz de unirse a él. Ante la protesta de este en contra del jefe unitario, se trasladó a Córdoba. No es seguro que haya peleado en la batalla de La Tablada, pero participó en la campaña de represión sobre las Sierras de Córdoba.
Combatió en la batalla de Oncativo y fue el jefe de la avanzada del coronel José Videla Castillo hacia Cuyo. Ocupó San Luis, donde colocó en el gobierno a su hermano Ignacio Videla, y siguió camino a Mendoza. Tras un breve combate, ocupó El Retamo, pueblo de Mendoza, junto con Santiago Albarracín. Apoyó el gobierno de Tomás Godoy Cruz en Mendoza y el de Juan Aguilar en San Juan; cuando este fue expulsado por la reacción federal, los derrotó en el combate de Punta del Barrial (o Medanito) y devolvió el poder a Aguilar. Pasó después a La Rioja, donde colaboró con la invasión y saqueo de esa provincia por el general Lamadrid.
En agosto, una breve reacción federal en San Luis permitió ocupar el gobierno puntano a Prudencio Vidal Guiñazú. Pero Videla volvió a San Luis, ocupó la ciudad sin luchar y arrestó al gobernador federal. A fines de ese mes, fue elegido gobernador por una legislatura adicta.
Firmó con el general Paz y los demás gobernadores unitarios los tratados que fundaban la Liga del Interior, y apoyó la campaña del jefe unitario contra Santa Fe.

## Derrota y ejecución
Cuando Facundo Quiroga regresó de Buenos Aires y ocupó Río Cuarto, protegió en San Luis al coronel unitario Juan Gualberto Echeverría. Junto con el coronel Juan Pascual Pringles, fueron derrotados en Río Quinto, donde Pringles murió en combate.
Luis Videla huyó a Mendoza y se puso a órdenes de Videla Castillo, a órdenes de quien combatió como jefe de la caballería unitaria en la derrota de Rodeo de Chacón. Regresó de incógnito a San Luis, y permaneció oculto por el monte durante varias semanas, guiado por su baqueano, el futuro coronel Manuel Baigorria. Finalmente, convencido de que la derrota unitaria era definitiva, terminaron refugiados en las tolderías de los ranqueles. Pero estos entregaron a Videla a los federales de Río Cuarto. Desde allí fue enviado a Rosario y San Nicolás de los Arroyos.
Murió fusilado en San Nicolás de los Arroyos en octubre de 1831.
Su otro hermano, Eufrasio Videla, encabezaría una nueva insurrección unitaria en 1840.